# Elena Asins

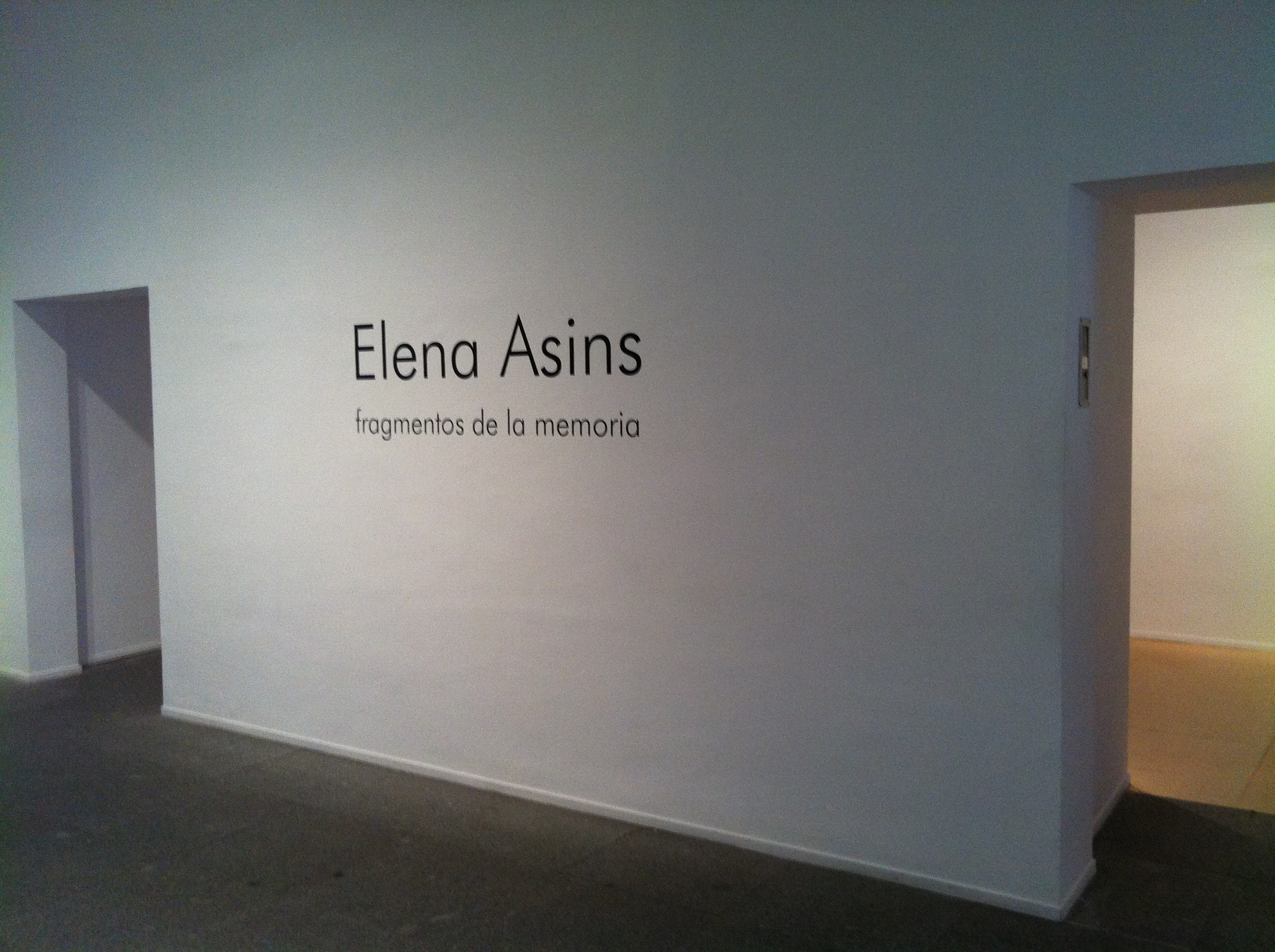
Exposició d'Elena Asins en el MNCARS.

Elena Asins (castellà: Elena Asíns)  (Madrid, 2 de març de 1940 - Azpirotz, 14 de desembre de 2015) nom artístic d'Elena Asins Rodríguez va ser una artista plàstica que conreava particularment la pintura i l'escultura. També era escriptora, conferenciant i crítica d'art espanyola. Va basar el seu llenguatge plàstic en el càlcul sistemàtic a força d'ordinadors. Va ser una de les primeres artistes que van utilitzar a Espanya la tecnologia com a aliada de l'art.

## Biografia
Va estudiar a l'Escola de Belles arts de París i a les universitats de Stuttgart (Alemanya), Complutense de Madrid i Nova York. Elena Asins va iniciar la seva carrera col·laborant amb el grup Castilla 63, fundat el 1963 per Miguel Pinto. Després va estudiar al Centre de Càlcul de la Universitat de Madrid, on va coincidir amb José María Yturralde i altres artistes molt joves en un seminari dedicat a la generació de formes plàstiques a través de computadores. Molt important va ser també en la seva carrera el pas per la Universitat de Stuttgart, on es va interessar en els fonaments de la semiòtica.
El 1988 va obtenir el primer premi en Zeitscrift für Kunst und Intervinguin a Karlsruhe (Alemanya). La seva obra es troba en museus i col·leccions privades i públiques, com el Museu Nacional Centre d'Art Reina Sofia, el Museu d'Art Abstracte de Conca, el Museu de Belles arts d'Àlaba, l'Institut Valencià d'Art Modern, Fundació Banesto i el Museu de Belles arts de Bilbao, entre d'altres. En 2006 el Consell de Ministres d'Espanya la va guardonar amb la Medalla d'Or al Mèrit en les Belles arts.
Elena Asins va treballar durant molts anys en una casa vella rehabilitada per ella mateixa en la localitat navarresa d'Azpíroz, on va crear la majoria de les seves obres que poden veure's ara en els museus. En 2006 va rebre la Medalla d'Or al Mèrit en les Belles arts del Govern d'Espanya i en 2011 el Premi Nacional d'Arts Plàstiques.